# Martí Vayreda Vendrell
Martí Vayreda Vendrell (Olot, 18 de noviembre de 2002) es un deportista español que compite en ciclismo en la modalidad de trials. Ganó una medalla de bronce en el Campeonato Mundial de Ciclismo Urbano de 2023, en la prueba de trials 26″.

## Palmarés internacional
| Campeonato Mundial | Campeonato Mundial     | Campeonato Mundial | Campeonato Mundial |
| Año                | Lugar                  | Medalla            | Competición        |
| ------------------ | ---------------------- | ------------------ | ------------------ |
| 2023               | Glasgow ( Reino Unido) | Medalla de bronce  | Trials 26″         |